# Pentateukparafrasen
Pentateukparafrasen är en fri översättning av de fem Moseböckerna till svenska, i sammandragen form och med inlagda kommentarer. Verket är troligen tillkommet under första halvan av 1300-talet, möjligen i kretsen kring den Heliga Birgitta. Översättningen är parafras det vill säga en omdiktning  av den ursprungliga latinska texten. Syftet var inte att återge utgångstexten ordagrant utan på ett sätt som gjorde den lätt att förstås och uppskattas av vanligt folk, och framställd på ett sätt som överensstämde med den samtidiga kyrkans syn på bibelns berättelser.  
Pentateukparafrasen finns i en handskrift från 1526 bevarad på Kungliga Biblioteket i Stockholm. Tillkomståret av handskriften är intressant eftersom det sammanfaller med året för den första svenska översättningen av Nya Testamentet.  